# Rognano
Rognano (Rugnän in dialetto pavese) è un comune italiano di 706 abitanti della provincia di Pavia in Lombardia. Si trova nel Pavese settentrionale, a ovest del Naviglio Pavese, al confine con la città metropolitana di Milano.

## Storia
Noto fin dal XII secolo come Rognanum, apparteneva alla Campagna Soprana pavese. Fece parte del feudo di Marcignago, appartenente ai Pallavicino dal 1539 al 1717, passando poi ai De Portugal. Nel 1841 furono aggregati a Rognano i soppressi comuni di Soncino e Villarasca.

### Simboli
Lo stemma e il gonfalone del comune sono stati concessi con decreto del presidente della Repubblica del 2008.
Il gonfalone è un drappo di azzurro con la bordatura di rosso.

## Società

### Evoluzione demografica
Abitanti censiti= 488

Al XV censimento generale della popolazione e delle abitazioni dell'ISTAT risulta essere il comune che ha avuto il maggior incremento di popolazione rispetto al precedente.